# Ju jutsu
Ju jutsu (japonsko 柔術) je ime, ki ima danes dva pomena. Prvi pomen označuje veliko skupino tradicionalnih golorokih japonskih borilnih veščin razvitih v času fevdalne Japonske. Danes te veščine označujejo tudi s skupnim imenom korju. Drugi pomen pa označuje modernejše oblike samoobrambe, razvite v 20. stoletju z združevanjem znanj tako iz tradicionalnih oblik ju jutsuja kot iz modernih veščin (t. i. veščine gendai budo) – predvsem juda, ajkida in karateja.

## Izgovorjava in zapis imena
Prečrkovanje pismenk 柔 in 術 v latinico je bilo v preteklosti zelo raznoliko, tako da danes tudi v slovenščini poznamo tri splošno razširjena prečrkovanja: »jiu jitsu«, »ju jitsu« in »ju jutsu«. Ta raznolikost seveda povzroča zmedo, zato se danes stremi k najbolj pravilnemu zapisu: »ju jutsu«. 
Po Slovenskem pravopisu se v vseh treh primerih »j« pravilno izgovori in piše kot »dž«, tako da se ju jutsu izgovarja kot »džu džucu«. Razlogi za to so podrobneje opisani tudi v članku Hepburnovo prečrkovanje. Zapis je zaradi prehoda v uporabo in slovarje pred desetletji ostal v oblikah s črko »j«.
Prav tako vsaj v slovenščini še ni dorečena oblika imena; s presledkom (»ju jutsu«), vezajem »ju-jutsu« ali v eni besedi (»jujutsu«). Pogosto se uporablja vse tri oblike. Skupaj s tremi oblikami osnovnega prepisa iz pismenk je možnih veliko kombinacij, ki še povečajo zmedo.